# イングリッド・ベタンクール
- イングリッド・ベタンコート

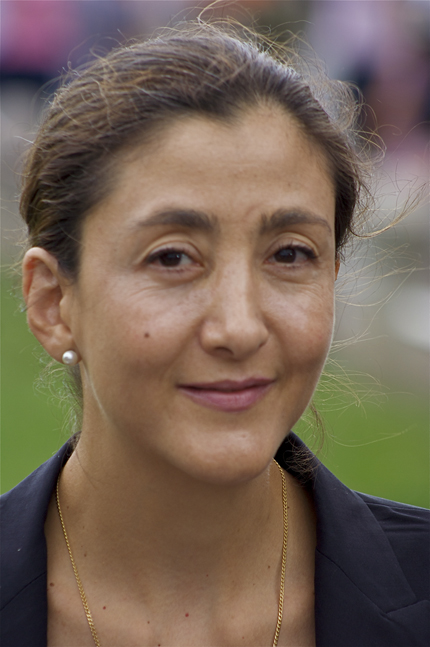

イングリッド・ベタンクール ・プレシオ（Íngrid Betancourt Pulecio, 1961年12月25日 - ）は、コロンビアの政治家。コロンビア国会下院議員、上院議員を経て、コロンビア大統領選挙に出馬中の2002年2月23日、左翼ゲリラ「コロンビア革命軍(FARC)」に誘拐され、ジャングルでの2321日（6年4ヵ月と7日）に及ぶ過酷な人質生活の末、2008年7月2日、コロンビア特殊部隊の劇的な人質救出作戦で解放された。コロンビアとフランスの二重国籍保有者。

## 生い立ち
父はガブリエル・ベタンクール（グスタボ・ロハス・ピニージャ軍政下で教育相を務める）、母はヨランダ・プレシオ（元ミス・コロンビア、元ボゴタ選出の下院議員）。1961年12月25日、コロンビアの首都ボゴタに生まれる。
1963年、父ガブリエルがUNESCO大使、後に駐仏コロンビア大使に任命されたため、ベタンクールも幼少期からパリで育ち、パリ16区の私立アンスティテュ・ド・ラソンプション (Institut de l'Assomption) に通った。中等教育はボゴタのフランス人学校リセ・フランセ・ルイ＝パストゥール (Lycée français Louis-Pasteur) で修め、バカロレア取得後、再度渡仏しパリ政治学院で貿易と国際関係学を専門に政治科学を学んだ。
上述のように父ガブリエル・ベタンクールがUNESCO大使、さらに駐仏コロンビア大使に任命されパリに在住していたことから、フランスに長年居住した。最初の夫であるフランス人外交官のファブリス・デロアと出会い、1981年に結婚（1990年に離婚）し、二人の子どもをもうけた（メラニーとロレンソ）。

## 政治活動
当時コロンビア大統領候補だったルイス・カルロス・ガラン・サルミエントが暗殺された事件をきっかけに、コロンビアへの帰国を決意する（1989年）。ガランは母ヨランダが選挙運動を手伝っていた友人でもあり、反麻薬取引を表明していた人物だった。1990年以降は財務省に勤務していたが、国政選挙に出馬するために辞職した。
1994年のコロンビア下院議員選挙に自由党から出馬し、初出馬にもかかわらず多くの得票で当選した。選挙戦では反汚職に力を注ぐと訴え、街頭でコンドームを配布し、「私は汚職へのコンドームになる」と市民に訴えたことや、彼女の母親の知名度が当選要因だと言われる。
当選後は公約通り汚職告発に力を注ぎ、マリア・パウリーナ・エスピノーサ、ギジェルモ・マルティネス・ゲーラ、カルロス・アロンソ・ルシオと一緒に、重要な汚職の告発を行った活動から「四銃士」と呼ばれた。当初はベタンクールも支持していたエルネスト・サンペール・ピサノ元大統領の汚職が発覚した際にも、追及の手をまぬがれようとしたサンペールを告発した。大統領選挙戦の資金調達に、カリ・カルテルからの麻薬がらみの資金を受け取ったというスキャンダル（「ナルコ・ゲート事件」と呼ばれる）が発覚したにもかかわらず、調査委員会が無罪を言い渡したのに抗議をしたベタンクールは、自身の政治グループと共にハンガー・ストライキを行った。
このようにベタンクールは、政治家と麻薬密売人たちとのつながりを告発し続けたが、その結果1996年から暗殺の脅迫を受けるようになった。これにより子供らを彼らの父親（元夫）の住むニュージーランドに避難させた。
彼女の汚職への追及は脅迫にも屈せず、自身が所属する自由党への非難も辞さなかった。自由党の会議でも堂々と、「自由党もマフィアと結託した利益を追求している。長年の間自由党は、国の犯罪者たちと恥ずべき関係を続けているのだ」と主張したことから、会場をつまみ出されたことがある。
1998年の国政選挙では自由党を去り、「緑と酸素の党」を設立。緑の党と銘打っているが、主な公約は汚職との闘いだった。その選挙で最多得票を受けて上院議員に選出された（15万票）。汚職を取り締まる政治改革の是非を問う住民投票を行うため議員として奔走したが、50万の署名を集めたにもかかわらず却下された。この時期、大統領選に出馬したアンドレス・パストラーナ・アランゴが、当選したら政治改革を行うと公言したため、ベタンクールは支援したが、当選後は公約を破り政治改革は行われなかった。ベタンクールは「裏切られた」と語っている。
ベタンクールはフアン・カルロス・レコンプテと再婚し、この時期に「それでも私は腐敗と闘う」（仏語La Rage au cœur, 西語"La rabia en el corazón"）を執筆し、最初に出版したフランスでベストセラーになった。後にスペイン語で出版された。エルネスト・サンペール元大統領は、自身の政権の汚職に関する記述は根拠のないこととし、本を回収するようフランスの法廷で要求したが、パリ法廷は「サンペールの抗議文を添えるように」と、発刊自体は問題ないと判決をくだした。
1999年の地方選挙では、「緑と酸素の党」はカケタ県のサン・ビセンテ・デル・カグアン（コロンビア革命軍とコロンビア政府の和平交渉が開催された場所）などで市長を送り出した。
ベタンクールの政治活動は、カシーケと呼ばれるコロンビアで権力を握る層の汚職を告発する、歯に衣を着せない言動が話題を呼び、世論の注目を浴びてきた。国会でハンガーストライキを行ったり、街頭でコンドームやバイアグラを配り「汚職はコロンビア国政に蔓延するエイズ。バイアグラで汚職を止めよう」と訴え、汚職と戦いコロンビア国民を「元気にする」など汚職を追放する姿勢をアピールするパフォーマンスも行った。大統領選の選挙運動を始めたときには、ボゴタのボリバル広場のシモン・ボリーバル像に3回キスをしたことも有名である。

### 大統領選へ
2001年に参議院を辞職し、2001年5月20日、2002年の大統領選に緑と酸素の党から出馬する意向を表明した。他の立候補者、オラシオ・セルパや アルバロ・ウリベ・ベレスは、サンペール政権時の汚職「8000プロセス」に関わっていたことと、パラミリターレスとも関わりが深いとされることを批判し、ノエミ・サニン候補には、無党派を装っているが実際は伝統的な政治家たちと党派を組んでいると批判した。しかしながら、ベタンクールの支持率は（誘拐される前）0.8%とかなり低かった。

## 誘拐
2002年2月に予定されていた政府とコロンビア革命軍 (FARC) との和平交渉が中止され、アンドレス・パストラーナ大統領は非武装地帯（コロンビア政府がFARCとの和平交渉のためコロンビア南部から軍と警察を撤退させた地域。約4.2万㎢に及んだ）を奪還するよう政府軍に命じた。2002年2月23日、パストラーナ大統領はサン・ビセンテ・デル・カグアンへと旅だった。サン・ビセンテはベタンクールの党から選出された唯一の市長の町である。「いいときも悪いときも共にいる」と約束していたベタンクールも、サン・ビセンテへと旅だった。
政府軍のヘリコプターに同乗させてもらえなかったベタンクールは、政府から「ゲリラが常駐しており、地域は戦闘状態」との警告を受けていたが、陸路フロレンシア経由でサン・ビセンテへと向かった。政府軍のチェックポイントを2回通ったが、2回目のチェックポイントでコロンビア軍の将校が「数キロ先にはゲリラがいる」と警告した。しかし、ベタンクールは運転手に進むように伝えた。数キロ先に進んだところで停車させられ、武装した男たちが車に近付いてきた。ベタンクールは微笑んで通行の許可を求めたが、男たちから笑顔は返ってこなかった。ベタンクールは彼女の選対マネージャーのクララ・ロハスと共にFARCに拘束され、連れ去られた。
「誘拐は彼女の自己責任だ」とメディアに発言した当時の法務内務大臣に対し、緑と酸素の党は「イングリッド・ベタンクールの解放へ向けて捜索の責任を、政府は負うべきである。民主主義の下に政府軍を管理する義務があるだけでなく、彼女をサン・ビセンテへ搬送することを断った責任も問われるべきだからだ」という声明を発表した。
大統領選で当選したアルバロ・ウリベ大統領は、FARCが停戦に合意しない限り、ベタンクールの解放交渉には応じない構えだった。FARCはベタンクールを含む23人の「政治的人質」と引き換えにコロンビア国内の刑務所に収監されているFARC構成員500人の釈放を求めていたが、ウリベ大統領は拒否した。

### 過酷な人質生活
解放交渉が暗礁に乗り上げたため、危険を伴う救出作戦の可能性が浮上したが、ベタンクールの家族は政府に救出のための武力行使をしないよう求めた。2003年、平和運動のデモ行進中にFARCに誘拐されたアンティオキア県知事ギジェルモ・ガビリアは、和平顧問やコロンビア軍の兵士たちとともに拘束されていたが、コロンビア軍の救出活動中に殺害されていた。
ベタンクールが拘束されている場所はコロンビアの隣国ベネズエラに近いジャングルの奥深くとみられていた。左派のベネズエラ大統領ウゴ・チャベスはFARCに共感を寄せており、フランスのジャック・シラク大統領がベネズエラへの武器売却を拒否して以来、フランスとの関係が悪化していた。シラクの後を継いだニコラ・サルコジ大統領は困難な政治状況下でベタンクールの解放に個人的に関わることになった。
2003年7月、フランス政府はブラジルを拠点にベタンクールの極秘解放作戦を実行に移したが、失敗に終わった。これはシラクのスキャンダルの原因になった。
2004年8月、ウリベ大統領はFARCに対して正式な交渉案を提示したと発表し、服役中のFARC構成員50人を釈放する代わりにFARCもベタンクールを含む政治家と軍人の解放に応じる、というものだった。2007年6月4日、交渉が成立し、コロンビア政府はFARC服役囚30人を釈放したが、ベタンクールの解放は実現しなかった。
2007年2月、ウリベ大統領が「元大統領候補は国外で生存している可能性がある」と発表し、フランス政府に技術面での支援を要請した。
2007年5月、ジョン・フランク・ピンチャオという人物がボゴタに現れ、それまでバウペス県のFARCキャンプに監禁されていたこと、そこにベタンクールが2年間拘束されていたこと、そして最後に彼女を見たのは4月28日、彼がFARCキャンプから逃亡する少し前だったと証言した。ピンチャオはクララ・ロハスも同じ収容所にいたと証言し、監禁中にゲリラとの間にエマヌエルという名の男の子が生まれたという。ロハスとは隔離されているベタンクールは、5回の逃亡を試みたが失敗に終わり、「ひどい罰を受けた」という。ベタンクールはラジオや新聞へのアクセスを制限されており、またゲリラとの口論が絶えなかった、とも語った。ベタンクールは健康で、本を読み、執筆し、届く新聞の切り抜きをして過ごしているとも証言した。
2003年11月、ベタンクールはラジオのニュースでコロンビア邦人副社長誘拐事件の報道に接し、副社長が殺害されたことを知って涙を流したという。
収容所にいる人質の多くは病気や怪我をしており、ジャングルの檻の中に閉じ込められ、川で体を洗ったり、殴られたりする時だけ外に出された。ベタンクールは監禁中にたびたび「拷問された」という。
2007年11月30日、コロンビア政府によってベタンクールの映像が公開された。ベタンクールは椅子に腰かけ、ぼんやりと地面を見つめていた。顔色は青白く、やつれていて、ほどけた髪が腰より下まで伸びていた。ベタンクールは肉体的に疲れ果て、気力もなくなっていた。とてもひどい虐待を受けていて、ゲリラたちの怒りのはけ口にされ、非人道的な環境に置かれていた。
2008年3月31日、ベタンクールの健康不安説が流れた。あるニュース専門局が「複数の情報源」からとして、彼女が薬の服用をやめ、食事もとらなくなったと伝えた。輸血を必要とする深刻な状態にあるとされた。肝炎を患い、余命は数週間とも言われた。息子のロレンソ・デロアは「母は死にかけている。コロンビア政府とFARCの双方が協力し、手遅れになる前に母を解放してほしい」と訴えた。

### 劇的な救出作戦
2007年夏、コロンビア軍情報部はFARC内部に複数の工作員を潜入させることに成功し、思い切った作戦を実行に移した。工作員たちは情報を収集しつつ、FARCの主要な幹部らの信頼を得ることに成功した。数か月にわたる工作で必要な人物との接触に成功した。潜入から8ヵ月もしないうちに人質たちの監禁されている場所が判明した。この情報に基づいて、コロンビア軍は5人の人質がアパポリス川で水浴びをしているのを確認した。現場を監視するため、ジャングルにセンサーとカメラを設置したが、ゲリラが用を足した際に装置の一つが発見されてしまった。しかし、ゲリラは気付かず、政府側の監視が発覚することはなかった。
その後の数か月、さらに数人の情報工作員がFARCの指導者会議に潜入した。2008年6月、コロンビア軍のフレディ・パディージャ・デ・レオン将軍は驚くような救出作戦案を携えて国防大臣を訪ねた。潜入した工作員たちは今や人質たちを1箇所に集めることができる立場にいた。その作戦内容とは、
- 人質を別のキャンプに移送し、FARCの最高指導者アルフォンソ・カーノ（英語版）に会わせるという名目で、別の工作員チームが架空の非政府組織のメンバーに扮してヘリコプターで迎えに行く。
- ヘリコプターのチームにはテレビカメラマンとジャーナリストを装った兵士が2人、FARCのゲリラを装った兵士が2人乗り、その他4人の工作員は中立的立場にある人道支援活動家を装う。作戦に参加する兵士たちは演技のレッスンを受ける。
- ヘリコプターに人質、工作員、FARCゲリラが乗り込み、離陸した後、ゲリラに変装した兵士がゲリラを拘束し、人質を解放する。

というものであった。ウリベ大統領は作戦を承認し、ハケ作戦（チェスのチェックメイトを意味するスペイン語）と命名された。
2008年6月下旬、FARCに潜入した工作員たちは3ヵ所に分散して監禁されていた人質たちを移送し、1箇所に集めるよう指示を出した。そこから人質、工作員、FARCゲリラ約60人がジャングルの中を145キロ歩き、ヘリコプターの着陸地点に集合した。工作員たちは「国際使節団」が来て人質たちの健康状態をチェックし、その後、FARC最高指導者アルフォンソ・カーノのもとへ連れて行くと説明した。
2008年7月2日早朝、人質と工作員、FARCゲリラたちがグアビアーレ県の空き地に集まっていると、2機のMi-17ヘリが65キロ離れたサンホセ・デル・グアビアーレから飛来し、うち1機が着陸した。FARCゲリラを装った2人のコロンビア軍兵士が飛び降り、2人は「人質を迎えに来た」と説明した。2人はエルネスト・ゲバラの肖像画がプリントされたTシャツを着用していた。
人質たちを整列させ、手錠をかけ、ヘリに乗せるのに22分かかった。工作員たちは事前に決められた暗号を用いて、ヘリの操縦士と副操縦士に作戦の進捗状況を伝えた。その後、本物のゲリラ2人が人質15人を連れてヘリに乗り込み、地上にいるゲリラたちに見送られてヘリは離陸した。離陸直後、工作員たちはゲリラの頭に銃を突きつけ、ひざまずくよう命じた。ベタンクールは現場の状況を理解できず困惑した。自分たちを6年以上も監禁し、拷問してきた男たちが今、ヘリの床の上で服を脱がされ、目隠しをされていた。そして、チェ・ゲバラのシャツを着た男がベタンクールの手錠を外して言った。
「その後、大変なお祭り騒ぎになって、ヘリコプターが落ちそうになりました」とベタンクールは語っている。
他の14人の人質たちも自由の身になった。うち11人はコロンビア人の軍人や警察官であり、残りの3人はマーク・ゴンザルベス、トーマス・ハウズ、キース・スタンセルのアメリカ人だった。3人は民間の軍事請負業者であった。FARCゲリラの2人は逮捕された。
作戦は1発の銃弾も使うことなく、1人の犠牲者も出すことなく完了した。この模様はジャーナリストを装った軍人によってビデオ撮影されており、7月4日に公開されたが、解放を告げられた人質が泣きながら喜び合う場面が撮影されている。作戦はコロンビア軍単独で一切が行われたが、不測の事態が起きた場合には米軍に通報して協力を求める予定になっていたという。
2008年7月4日、スイスの放送局ラジオ・スイス・ロマンドは、コロンビア国軍の特殊部隊が救出作戦を行ったのは、身代金2000万ドルを支払った上で実行された、いわば作り話だと伝えたが、この報道は即座にフアン・マヌエル・サントス国防相によって否定されている。
フランス国籍も有するベタンクールはフランス政府の特別機で7月4日にパリに到着、サルコジ大統領らの出迎えを受けた。サルコジは6月にベタンクールの解放を働きかけることを公言したばかりであり、救出作戦をフランスが支援した可能性も指摘されている。

### ノーベル平和賞への推薦
2008年7月9日、チリの大統領であり、自らもアウグスト・ピノチェト軍政下で拷問を受けた経験を持つミシェル・バチェレは、ベタンクールをノーベル平和賞にノミネートすると表明した。チリのラ・ナシオン紙が伝えた。バチェレは推薦の理由について「FARCの人質という困難な状況に打ち勝った強靭な意思を証明するもので、民主主義の範例となるものだ」とし、ベタンクールを称賛した。
また、ハリウッドはベタンクール救出劇の映画化に向けて動いており、映画プロデューサーのスコット・シュタインドルフがコロンビア政府と交渉していると報じられた。

## 再び大統領選へ
事件後、ベタンクールはフランスやイギリスに滞在し、コロンビアに帰国。2022年の大統領選へ20年ぶりの出馬を目指した。3月に中道左派陣営の予備選で勝ち抜き、5月の大統領選に臨むことになった。しかし、人質事件で一躍国際的に著名になったベタンクールのコロンビア国内での支持は広がらず、大統領選からの撤退を表明した。

## 著書
- 『それでも私は腐敗と闘う』　永田千奈訳、草思社、2002年。
- 『ママンへの手紙ーーコロンビアのジャングルに囚われて』三好信子訳・解説、新曜社、2009